# ريكدو كوشي
ريكدو كوشي (六道神士) هو مانغاكا ياباني ولد في 16 نوفمبر 1970 في فُكُوكا.
تخرج من جامعة كيوشو ساغيو

## أهم أعماله
- إكسل ساغا
  - ويظهر بنفسه في سلسلة الأنمي.

## روابط خارجية
- ريكدو كوشي على موقع IMDb (الإنجليزية)
- ريكدو كوشي على موقع قاعدة بيانات الفيلم (الإنجليزية)
- ريكدو كوشي على موقع ANN person (الإنجليزية)